# El Salto (Viña del Mar)
El Salto es un barrio industrial situado en la comuna de Viña del Mar, en la Región de Valparaíso, Chile. Se encuentra en el sector oriente de la comuna, y debe su nombre a las caídas de agua ubicadas en los cerros cercanos. Hacia 1950 se consolidó como el polo industrial de la comuna.

## Historia
Era un sector de palmares y excursionismo hasta la llegada del ferrocarril desde Valparaíso en 1855 a la Estación El Salto. A comienzos del siglo xx comenzó la expansión de Viña del Mar a lo largo de la vía férrea, y a partir de la década de 1950 El Salto se consolidó como barrio industrial de la comuna.
Fue uno de los sectores más afectados por los incendios forestales del verano de 2024, calculándose más de 28 mil metros cuadrados siniestrados, 25 mil millones de pesos en pérdidas y un 42% de las empresas del barrio incapacitadas de funcionar.